# Propières
Propières est une commune française, située dans le département du Rhône en région Auvergne-Rhône-Alpes.

## Géographie
Propières fait partie du haut Beaujolais. Ce village est situé aux confins des départements du Rhône, de la Loire (à 5 km) et de Saône-et-Loire (à 10 km). Distant de Lyon de 70 km, il est proche du col des Écharmeaux (3 km) sur le versant atlantique de la ligne de partage des eaux. La sous-préfecture Villefranche-sur-Saône est à 45 km. Propières est au pied du Mont Saint-Rigaud, point culminant du Beaujolais avec 1 012 m.

### Climat
Pour des articles plus généraux, voir Climat d'Auvergne-Rhône-Alpes et Climat du Rhône.
En 2010, le climat de la commune est de type climat des marges montargnardes, selon une étude du Centre national de la recherche scientifique s'appuyant sur une série de données couvrant la période 1971-2000. En 2020, Météo-France publie une typologie des climats de la France métropolitaine dans laquelle la commune est exposée à un climat de montagne ou de marges de montagne et est dans une zone de transition entre les régions climatiques « Centre et contreforts nord du Massif Central » et « Nord-est du Massif Central ». 
Pour la période 1971-2000, la température annuelle moyenne est de 9,9 °C, avec une amplitude thermique annuelle de 15,5 °C. Le cumul annuel moyen de précipitations est de 1 074 mm, avec 12,1 jours de précipitations en janvier et 8,6 jours en juillet. Pour la période 1991-2020, la température moyenne annuelle observée sur la station météorologique de Météo-France la plus proche, « Monsols », sur la commune de Deux-Grosnes à 7 km à vol d'oiseau, est de 10,6 °C et le cumul annuel moyen de précipitations est de 1 145,9 mm,. Pour l'avenir, les paramètres climatiques de la commune estimés pour 2050 selon différents scénarios d'émission de gaz à effet de serre sont consultables sur un site dédié publié par Météo-France en novembre 2022.

## Urbanisme

### Typologie
Au 1er janvier 2024, Propières est catégorisée commune rurale à habitat dispersé, selon la nouvelle grille communale de densité à sept niveaux définie par l'Insee en 2022.
Elle est située hors unité urbaine et hors attraction des villes,.

### Occupation des sols
L'occupation des sols de la commune, telle qu'elle ressort de la base de données européenne d’occupation biophysique des sols Corine Land Cover (CLC), est marquée par l'importance des forêts et milieux semi-naturels (61,3 % en 2018), une proportion identique à celle de 1990 (61,3 %). La répartition détaillée en 2018 est la suivante : 
forêts (59,7 %), prairies (36,6 %), zones urbanisées (2,2 %), milieux à végétation arbustive et/ou herbacée (1,6 %). L'évolution de l’occupation des sols de la commune et de ses infrastructures peut être observée sur les différentes représentations cartographiques du territoire : la carte de Cassini (XVIIIe siècle), la carte d'état-major (1820-1866) et les cartes ou photos aériennes de l'IGN pour la période actuelle (1950 à aujourd'hui).

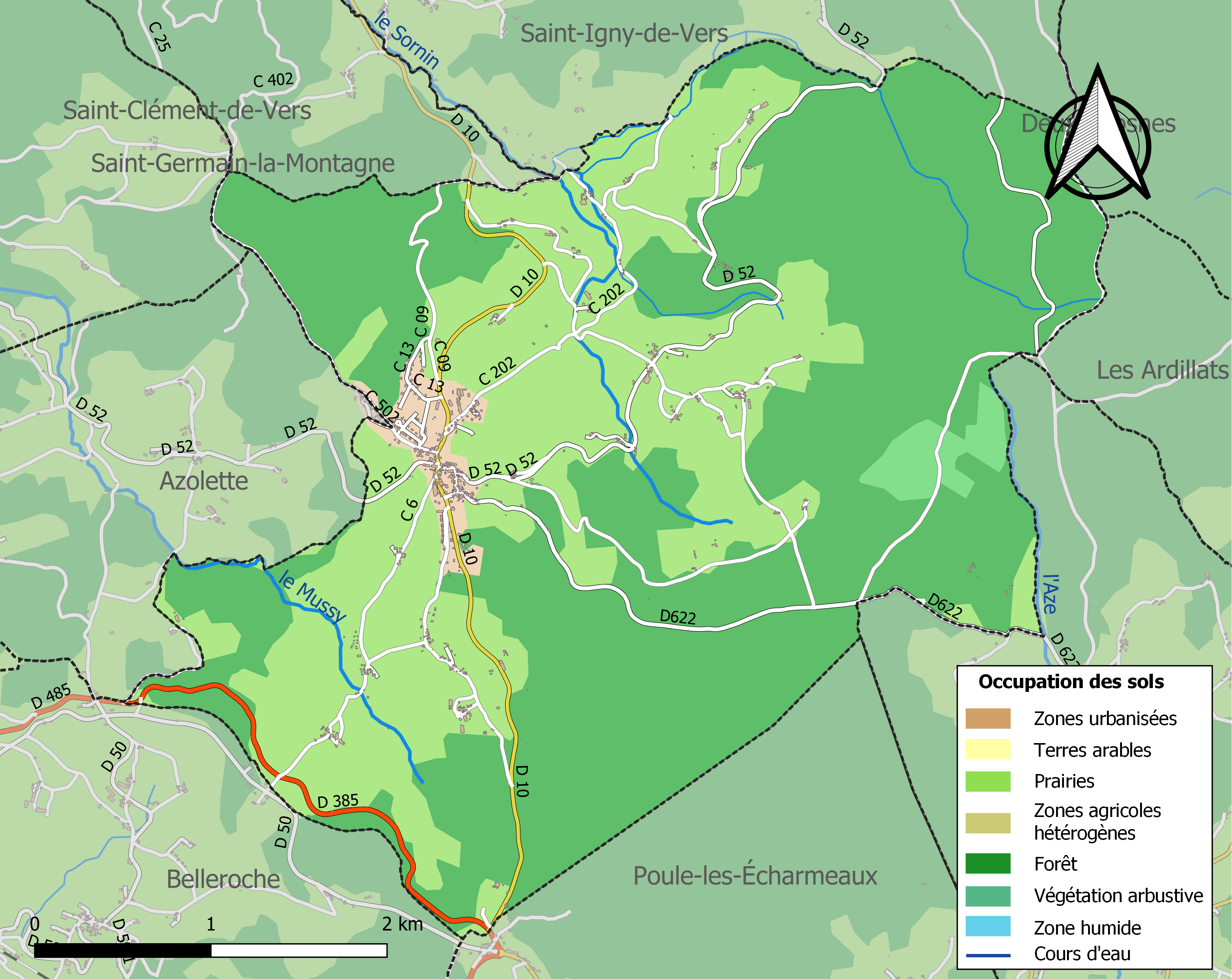
Carte des infrastructures et de l'occupation des sols de la commune en 2018 (CLC).

## Histoire
Aucune trace d'occupation n'est attestée pendant la période romaine, tant au niveau archéologique que bibliographique.

L'histoire de Propières et de la région du Haut-Sornin, depuis le XIe siècle jusqu'à l'époque contemporaine, fait l'objet de travaux d'une association qui a pour objet de découvrir, de préserver et de promouvoir le patrimoine de Propières, d'Azolette et de leurs environs proches.

## Politique et administration

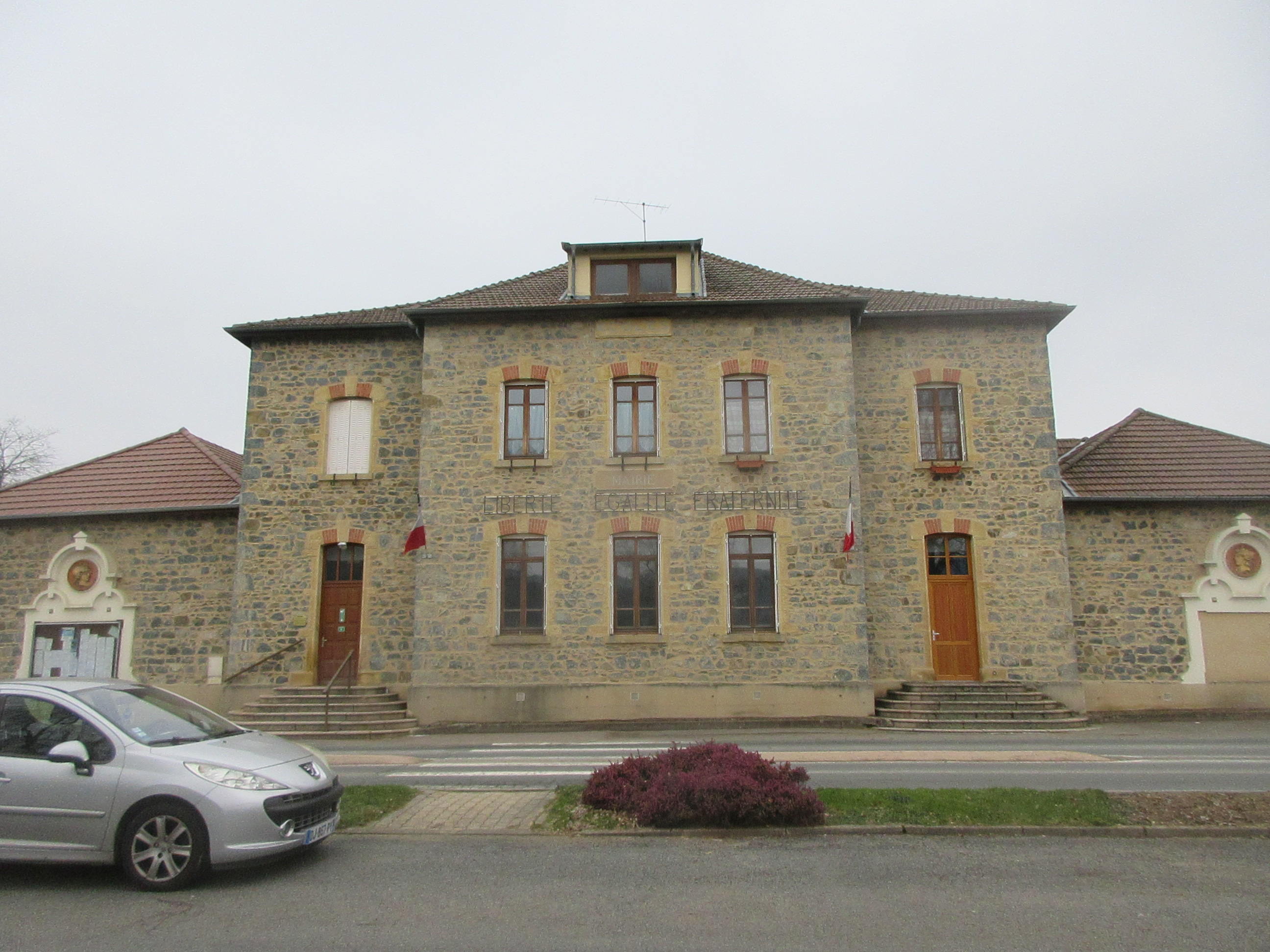
Mairie.

| Période                                  | Période  | Identité               | Étiquette | Qualité |
| ---------------------------------------- | -------- | ---------------------- | --------- | ------- |
| avant 1995                               | ?        | Henri Martin           |           |         |
| 2001                                     | 2014     | Michel Passot          | ...       | ...     |
| 2014                                     | En cours | Christian Gilgenkrantz | DVG       | ...     |
| Les données manquantes sont à compléter. |          |                        |           |         |

## Démographie
L'évolution du nombre d'habitants est connue à travers les recensements de la population effectués dans la commune depuis 1793. Pour les communes de moins de 10 000 habitants, une enquête de recensement portant sur toute la population est réalisée tous les cinq ans, les populations de référence des années intermédiaires étant quant à elles estimées par interpolation ou extrapolation. Pour la commune, le premier recensement exhaustif entrant dans le cadre du nouveau dispositif a été réalisé en 2004.

En 2022, la commune comptait 477 habitants, en évolution de +6 % par rapport à 2016 (Rhône : +3,93 %, France hors Mayotte : +2,11 %).
| 1793  | 1800  | 1806  | 1821  | 1831  | 1836  | 1841  | 1846  | 1851  |
| ----- | ----- | ----- | ----- | ----- | ----- | ----- | ----- | ----- |
| 1 130 | 1 113 | 1 122 | 1 164 | 1 205 | 1 307 | 1 359 | 1 323 | 1 297 |

| 1856  | 1861  | 1866  | 1872  | 1876  | 1881  | 1886  | 1891  | 1896  |
| ----- | ----- | ----- | ----- | ----- | ----- | ----- | ----- | ----- |
| 1 293 | 1 226 | 1 262 | 1 260 | 1 240 | 1 229 | 1 198 | 1 178 | 1 100 |

| 1901  | 1906 | 1911 | 1921 | 1926 | 1931 | 1936 | 1946 | 1954 |
| ----- | ---- | ---- | ---- | ---- | ---- | ---- | ---- | ---- |
| 1 113 | 978  | 884  | 714  | 687  | 655  | 642  | 586  | 586  |

| 1962 | 1968 | 1975 | 1982 | 1990 | 1999 | 2004 | 2006 | 2009 |
| ---- | ---- | ---- | ---- | ---- | ---- | ---- | ---- | ---- |
| 518  | 519  | 481  | 434  | 404  | 419  | 449  | 450  | 473  |

| 2014 | 2019 | 2022 | - | - | - | - | - | - |
| ---- | ---- | ---- | - | - | - | - | - | - |
| 457  | 487  | 477  | - | - | - | - | - | - |

## Culture locale et patrimoine

### Lieux et monuments
- Château de La Farge ; très remanié au XVIIIe siècle. Ce château a appartenu à Charlotte de Lorraine qui y a effectué un séjour en 1722[18].
- Les anciennes mines de plomb.

Il y a eu plusieurs mines de galène (sulfure de plomb argentifère) sur la commune de Propières. Sept d'entre elles étaient encore visibles au début du XXe siècle.
La dernière, dont l'exploitation a cessé en 1906, était encore accessible jusqu'en 2005. Son entrée bouchée par des glissements successifs de colluvions entre 2005 et 2007, a été entièrement rouverte, aménagée et protégée par de gros travaux de l'association Terre & Nature en septembre 2008. Depuis, la galerie est de nouveau accessible à tous sur 80 mètres et sur sa totalité de développement (environ 200 m) aux scientifiques et protecteurs de ce patrimoine minier.
- L'église Saint-Georges comprend notamment un vitrail patriotique de la Première Guerre mondiale.

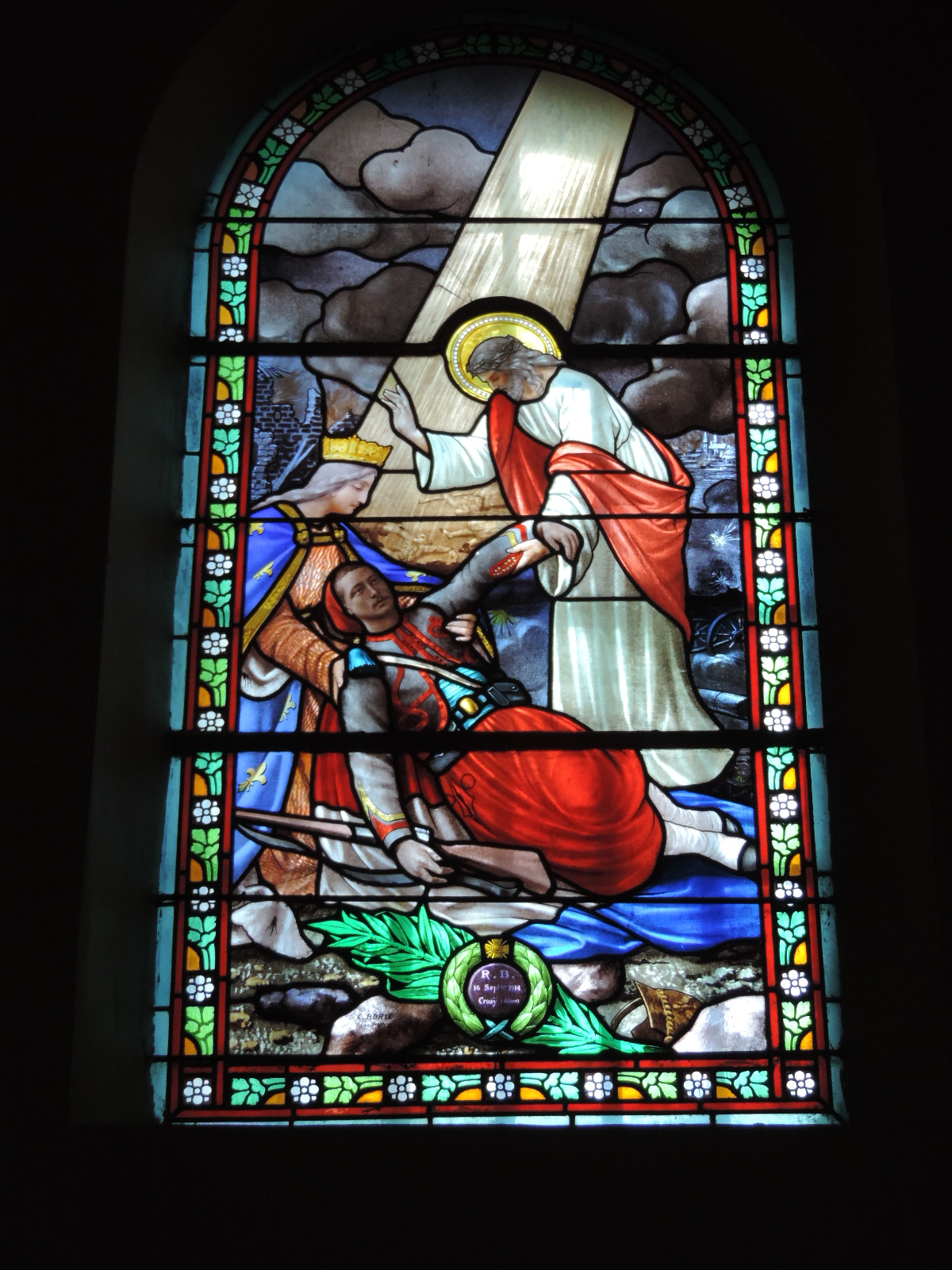
Vitrail patriotique de l'église.

### Espaces verts et fleurissement
En 2014, la commune obtient le niveau « trois fleurs » au concours des villes et villages fleuris.

### Personnalités liées à la commune
- Nicolas-Augustin de La Croix d'Azolette (1779-1861), évêque de Gap puis archevêque d'Auch, né dans la commune.
- Antoine-Marie-Hippolyte Carrie (1842-1904), missionnaire français de la Congrégation du Saint-Esprit, fut le fondateur et le premier évêque responsable du Congo français.